# 郭勝安
郭勝安（1986年1月1日—），為台灣的棒球投手之一，曾效力於美國職棒科羅拉多洛磯小聯盟系統，目前效力於中華職棒味全龍擔任投手教練一職。於2013年季末選秀會中為Lamigo桃猿以第五輪第15順位選入，然之後一直苦無上一軍的機會，且在2014年底差一點被桃猿解約，還一度爆出義大犀牛在未取得離隊同意書的情況下卻想簽郭勝安的情事，但後來通過春訓考驗續留桃猿。
2015年由於嚴重的控球問題（二軍7.1局23四壞球），甚至在球季尚未結束前即遭到球團讓渡，直到隔年加入義大犀牛才在一軍初登板，並於9月11日取得中華職棒生涯首場勝投。

## 經歷
- 台南市北區立人國小少棒隊
- 台南市民德國中青少棒隊
- 高雄縣高苑工商青棒隊
- 國立體院棒球隊

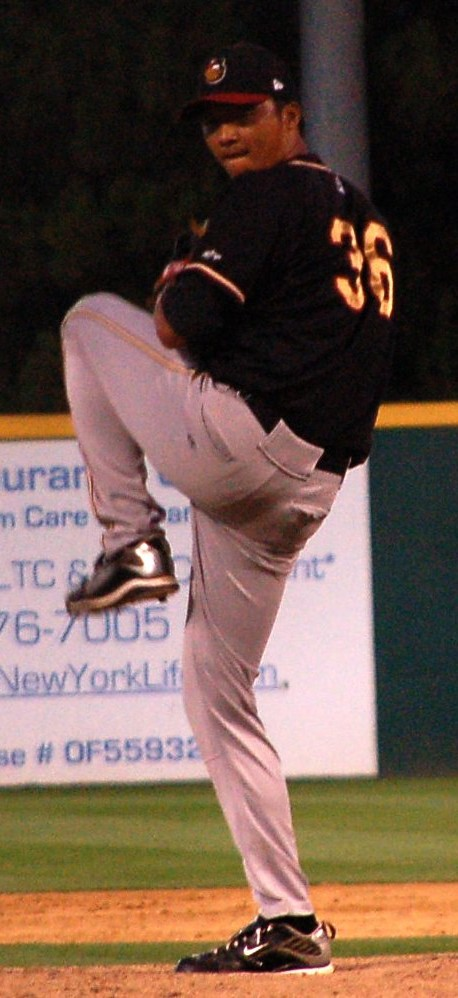
郭勝安於2011年科羅拉多洛磯隊小聯盟高階1A時期

- 美國職棒科羅拉多洛磯隊（2007－2011年），短期1A→高階1A
- 美國職棒獨立聯盟倫敦開膛手隊(London Rippers)、客場戰士隊(Road Warriors)（2012年）
- 中華職棒Lamigo桃猿（2014年1月5日－2015年9月1日）
- 中華職棒義大犀牛（2015年12月－2016年10月31日）
- 中華職棒義大犀牛二軍兼任牛棚教練（2016年）
- 中華職棒富邦悍將（2016年－2018年）
- 高雄市高苑工商青棒隊客座教練（2019年）
- 台南市中華醫事科技大學棒球隊教練（2019年）
- 中華職棒味全龍投手教練（2019年5月－2020年）
- 中華職棒味全龍一軍牛棚教練（2021年）
- 中華職棒味全龍一軍投手教練（2022年~2024年3月)
- 中華職棒味全龍一軍牛棚教練（2024年3月~2024年12月)
- 中華職棒味全龍一軍投手教練（2025年~)

## 職棒生涯成績

### 美國職棒
- 小聯盟投球局數375.0局，25勝20敗5.23自責分率，獨立聯盟投球局數77.0局，0勝10敗4.79自責分率

### 中華職棒
| 年度 | 球隊       | 出賽             | 先發             | 勝投             | 敗投             | 中繼             | 救援             | 完投             | 完封             | 四死             | 三振             | 責失             | 投球局數         | 自責分率         | 被上壘率         |
| ---- | ---------- | ---------------- | ---------------- | ---------------- | ---------------- | ---------------- | ---------------- | ---------------- | ---------------- | ---------------- | ---------------- | ---------------- | ---------------- | ---------------- | ---------------- |
| 2014 | Lamigo桃猿 | 未有一軍出賽紀錄 | 未有一軍出賽紀錄 | 未有一軍出賽紀錄 | 未有一軍出賽紀錄 | 未有一軍出賽紀錄 | 未有一軍出賽紀錄 | 未有一軍出賽紀錄 | 未有一軍出賽紀錄 | 未有一軍出賽紀錄 | 未有一軍出賽紀錄 | 未有一軍出賽紀錄 | 未有一軍出賽紀錄 | 未有一軍出賽紀錄 | 未有一軍出賽紀錄 |
| 2015 | Lamigo桃猿 | 未有一軍出賽紀錄 | 未有一軍出賽紀錄 | 未有一軍出賽紀錄 | 未有一軍出賽紀錄 | 未有一軍出賽紀錄 | 未有一軍出賽紀錄 | 未有一軍出賽紀錄 | 未有一軍出賽紀錄 | 未有一軍出賽紀錄 | 未有一軍出賽紀錄 | 未有一軍出賽紀錄 | 未有一軍出賽紀錄 | 未有一軍出賽紀錄 | 未有一軍出賽紀錄 |
| 2016 | 義大犀牛   | 40               | 0                | 1                | 2                | 3                | 0                | 0                | 0                | 32               | 29               | 14               | 40.2             | 3.10             | 1.48             |
| 2017 | 富邦悍將   | 16               | 0                | 0                | 1                | 0                | 0                | 0                | 0                | 8                | 12               | 6                | 12.2             | 4.26             | 1.82             |
| 2018 | 富邦悍將   | －               | －               | －               | －               | －               | －               | －               | －               | －               | －               | －               | －               | －               | －               |
| 合計 | 4年        | 56               | 0                | 1                | 3                | 3                | 0                | 0                | 0                | 40               | 41               | 20               | 53.1             | 3.38             | 1.56             |

## 特殊事蹟
- 於旅美期間曾效力美國先鋒聯盟(Frontier League)中的倫敦開膛者隊，後來該球隊因財務倒閉，由聯盟託管改名為客場戰士隊，不再回到主場比賽，過著沒有投手教練的日子[4]。
- 2016年4月24日在洲際球場對戰中信兄弟時，於九局下面對尋求突破高懸27年的「鯊魚（鄭幸生）開季連續21場安打紀錄」的蔣智賢時，受到教練團指示，將其「技術性」四壞保送，最後蔣智賢無法突破紀錄，引發是否「違反運動精神」的爭議。
- 2016年9月11日於故鄉臺南對戰統一7-ELEVEn獅隊，三局上接替林政賢投球，在全場八支全壘打助威下，取得中職生涯首勝，更是職業生涯相隔近五年再拿勝投。

## 外部連結
- 郭勝安在台灣棒球維基館上的頁面（繁體中文）
- 郭勝安在美國職棒官網（英语）
- 郭勝安在中華職棒官網
- 郭勝安在Baseball-Reference.com（小聯盟以及海外聯盟）（英语）

| 獎項          | 獎項                      | 獎項          |
| ------------- | ------------------------- | ------------- |
| 前任： 林柏佑 | 中華職棒最佳進步獎 2016年 | 繼任： 張耿豪 |